# Linda Oh

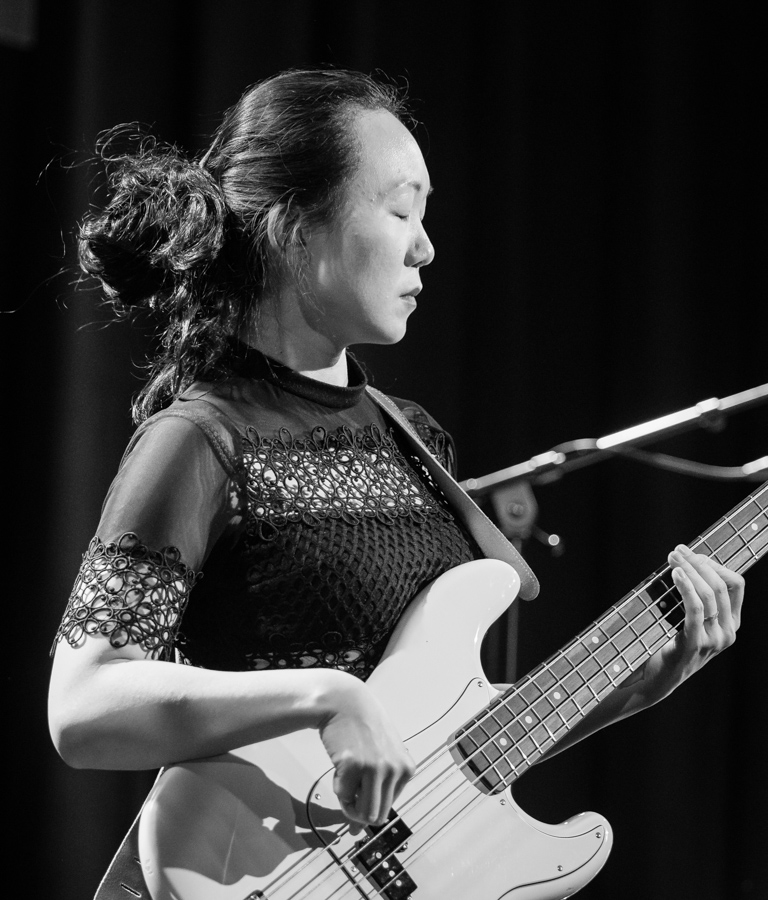
Linda May Han Oh (2019)
Bild: Tore Sætre

Linda Oh (* 25. August 1984 in Malaysia als Linda May Han Oh) ist eine australische Jazzmusikerin (Kontrabass, E-Bass, Gesang und Komposition), die in den Vereinigten Staaten lebt.

## Leben und Wirken
Oh wuchs als Kind chinesischer Einwanderer im westlichen Australien auf und wählte eine klassische Musikausbildung; sie begann mit vier Jahren Klavier zu spielen, mit elf Klarinette und mit 13 Jahren Fagott. Als Bassgitarristin gehörte sie der Highschoolband an; 2002 wurde sie in die West Australian Academy of Performing Arts aufgenommen, wo sie Kontrabass studierte und sich mit der Transkription von Dave Holland-Solos beschäftigte. Ihre Abschlussarbeit schrieb sie über Rhythmen der klassischen nordindischen Musik in Hollands Spiel. Nach mehreren Stipendien und Kompositionsaufträgen zog sie 2008 nach New York City. Dort absolvierte sie ein Master-Studium an der Manhattan School of Music, u. a. bei Jay Anderson, John Riley, Phil Markowitz, Dave Liebman und Rodney Jones.
2008 nahm sie ihr im Folgejahr veröffentlichtes Debütalbum Entry mit eigenen Kompositionen und einer Coverversion des Red-Hot-Chili-Peppers-Song Oztrax auf, an dem der Trompeter Ambrose Akinmusire und der Schlagzeuger Obed Calvaire mitwirkten. Oh wirkte auch bei Aufnahmen von Jon Irabagon (Outright, 2008), Sarah Manning (Dandelion Clock, 2010), Brian Girley (Faith, 2011), Pascal Le Boeuf (Pascal’s Triangle, 2013) und Art Hirahara (Libations & Meditations, 2014) mit. 2012 legte sie das Album Initial Here vor, bei dem der Pianist Fabian Almazan mitwirkte, gefolgt von Sun Pictures (Greenleaf), u. a. mit Ted Poor. Almazan lud sie 2015 zum New Jazz Meeting ein, wo das Album Realm of Possibilities entstand.
Am 14. April 2017 brachte sie, die sich nunmehr nachdrücklich mit vollständigem Namen Linda May Han Oh nennt, das Album Walk Against Wind (Biophilia Records) heraus, das sie mit Ben Wendel (ts), Matthew Stevens (g), Justin Brown (dr) und Fabian Almazan (p) Anfang März 2016 eingespielt hatte. Ihr Album Aventurine stellte sie (mit Greg Ward, Fabian Almazan und Rudy Royston) 2019 auf der Jazzahead vor.
Breiteren Kreisen international bekannt wurde sie als Mitglied des Dave Douglas-Joe-Lovano-Quintetts (Scandal, 2018, bzw. Other Worlds, 2021) sowie seit 2016 als Mitglied des aktuellen Quartetts von Pat Metheny. Außerdem trat sie mit Slide Hampton, T. S. Monk, Nathan Davis, George Cables, James Morrison, Nasheet Waits, Joel Frahm, Steve Wilson, George Colligan und Billy Childs auf. 2022/23 arbeitete sie mit der Hr-Bigband.
Oh lebt im New Yorker Stadtteil Harlem. Mit dem Jazz-Pianisten und Biophilia-Indie-Labelbetreiber Fabian Almazan ist sie verlobt.

## Auszeichnungen
Im Laufe ihrer bisherigen Karriere gewann Oh zahlreiche australische und internationale Preise: So war sie 2003 Finalistin der James Morrison Scholarship. 2004 gewann sie den Wettbewerb IAJE Sisters in Jazz. Bei ihrer Graduierung erhielt sie den ersten Preis für den besten Vortrag. 2006 bis 2008 war sie Stipendiatin des Programms Betty Carter Jazz Ahead, des Banff-Center-Programms für kreative Improvisation und des Steans Institute. 2008 wurde sie mit dem ASCAP Young Jazz Composer’s Award ausgezeichnet und 2009 war sie Semifinalistin im Thelonious Monk International Bass Jazz Competition. 2010 gewann sie den Bell Award als junger australischer Jazzmusiker des Jahres. 2016 wurde sie für die JJA-Awards nominiert. 2023 wurde das Album New Standards Vol. 1, an dem sie beteiligt war, mit dem Grammy Award for Best Jazz Instrumental Album ausgezeichnet.

## Diskographische Hinweise
- Initial Here (Greenleaf 2012)
- Sun Pictures (Greenleaf 2015, mit Ben Weidel, James Muller, Ted Poor)
- Linda May Han Oh: Aventurine (Biophilia, 2019), mit Greg Ward, Matt Mitchell und Ches Smith sowie Fung Chern Hwei, Sara Caswell, Bennie von Gutzeit, Jeremy Harman
- Walter Smith III: In Common 2 (2020)
- Uneasy (ECM 2021, mit Vijay Iyer, Tyshawn Sorey)
- Jo Lawry: Acrobats (2023)
- The Glass Hours (2023)
- Vijay Iyer, Linda May Han Oh, Tyshawn Sorey: Compassion (ECM, 2024; Vierteljahrespreis der deutschen Schallplattenkritik)[11]